# Abel Antonio Villa
Abel Antonio Villa Villa (Piedras de Moler, Magdalena, 1 de octubre de 1924 - Barranquilla, Atlántico, 10 de junio de 2006) fue un acordeonero y compositor de la música vallenata.

## Biografía
Abel Antonio Villa inició en el arte musical a los 9 años. Se le ha reconocido como el “Padre del Acordeón” por ser el primer acordeonero que llevó este instrumento a la grabación comercial. En 1943 lo hizo en acetato y en 1944 en pasta sintética con el Sello Odeón. Es un músico que ha hecho gala y se enorgullece de su color, el mismo se denomina “El Negro” Abel Antonio. 
Al contar su experiencia musical reconoció como sus más importantes contendores a Emiliano Zuleta Baquero, Francisco Rada Batista, Luis Enrique Martínez, Juancho Polo Valencia y Alejandro Durán. 
En 1943, Villa fue dado por muerto y velado de cuerpo ausente durante cinco noches, cuando apareció tras andar de juerga por pueblos de la región, anécdota que dio origen a su icónica composición La muerte de Abel Antonio. A raíz de esa experiencia, Abel Antonio Villa se vistió de blanco toda su vida en conmemoración de sus cinco noches de velorio. El 10 de junio de 2006 falleció en Barranquilla, a causa de una insuficiencia renal que lo obligaba a practicarse constantemente hemodiálisis.
Villa fue el compositor de "La muerte de Abel Antonio", "El Higuerón", "Amalia Vergara", entre otras.